# Blumenstraßenkrawalle

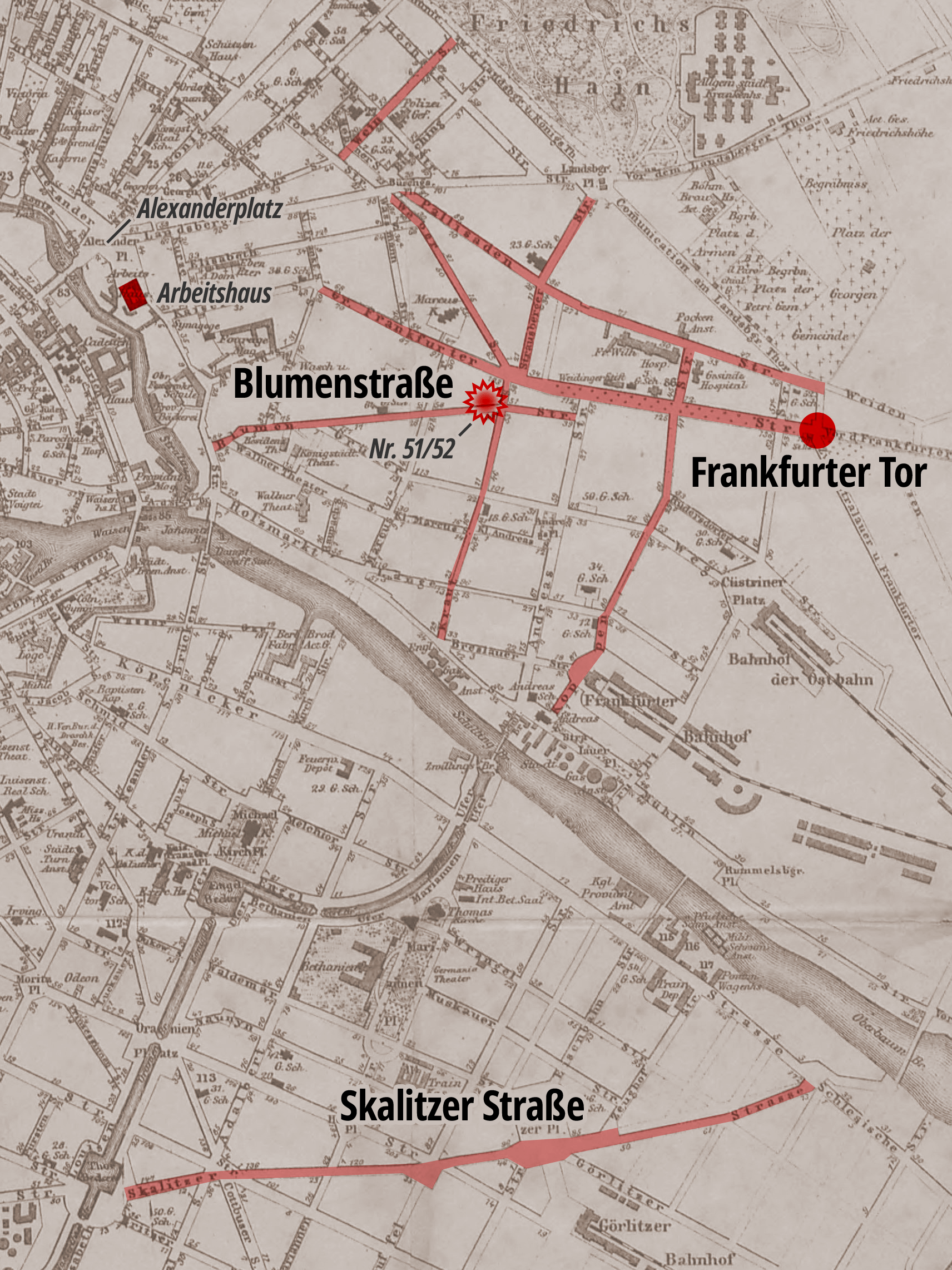
Die Hauptschauplätze der Blumenstraßenkrawalle (rot markiert) lagen am damaligen östlichen Stadtrand von Berlin: Die Blumenstraße und die Skalitzer Straße waren die Ausgangspunkte der Proteste, viele der Demonstranten kamen aus dem Barackenviertel am Frankfurter Tor und zogen Richtung Arbeitshaus am Alexanderplatz. Ausschnitt aus dem Neuesten Plan Berlins 1872 von Julius Straube

Die Blumenstraßenkrawalle waren dreitägige gewaltsame Unruhen, die sich vom 25. bis 27. Juli 1872 in der damaligen Stralauer Vorstadt in Berlin ereigneten.
Sie sind nach der Blumenstraße im heutigen Ortsteil Friedrichshain benannt. Die Straße war Ausgangspunkt eines Kampfes zwischen Fabrikarbeitern, Handwerksgesellen und Obdachlosen einerseits und der Berliner Polizei andererseits. Anlass war zum einen die Unzufriedenheit über hohe Mietpreise und damit verbundene häufige Zwangsräumungen, bei denen Mieter samt Mobiliar auf der Straße landeten. Ein weiterer Anlass des Widerstandes war das Niederreißen von slumartigen Barackensiedlungen durch Polizei und Feuerwehr sowie die als demütigend empfundene Einweisung in das Arbeitshaus am Alexanderplatz, der damals einzigen kommunalen Notunterkunft für Obdachlose. Die sozialdemokratischen Parteien, Zeitungen und auch Gewerkschaften distanzierten sich von den Unruhen. In der Forschung besteht Unklarheit darüber, ob die Ausschreitung, wie es die Zeitgenossen vielfach taten, weiterhin als bloßer „Krawall“ oder neutraler als Protest bezeichnet werden sollte.

## Vorgeschichte und Vorbedingungen
In den ersten drei Jahren des Deutschen Kaiserreiches kam es nach den Recherchen des Historikers Lothar Machtan mindestens zwanzigmal zu städtischen Unruhen. Die meisten davon waren Protestaktionen gegen die Verteuerungen von Lebensmitteln und Mieten. Den Berliner Blumenstraßenkrawall vom Juli 1872 und den Frankfurter Bierkrawall vom April 1873 stuft Machtan als die „spektakulärsten ‚Krawalle‘ dieser Art in der Gründerzeit“ ein. Ihnen gemeinsam sei, dass „die Ruhestörer dem Privateigentum von Lebensmittelhändlern und -herstellern sowie von Wohnungsvermietern mit Brachialgewalt zu Leibe rückten“. Außerdem entwickelten sich diese Auseinandersetzungen oft zu „Straßenschlachten“ mit der Polizei und teils sogar dem Militär.

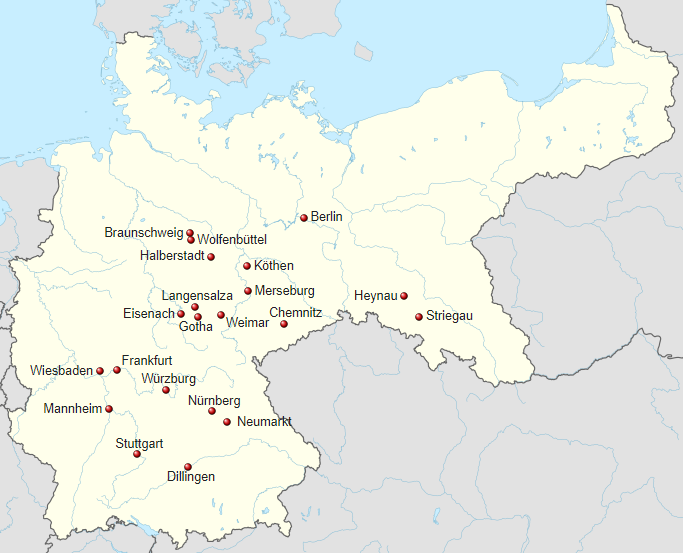
Übersicht bekannter städtischer Unruhen im Deutschen Kaiserreich während der Gründerzeit (1871–1873)

### Wohnungsnot und drohende Obdachlosigkeit

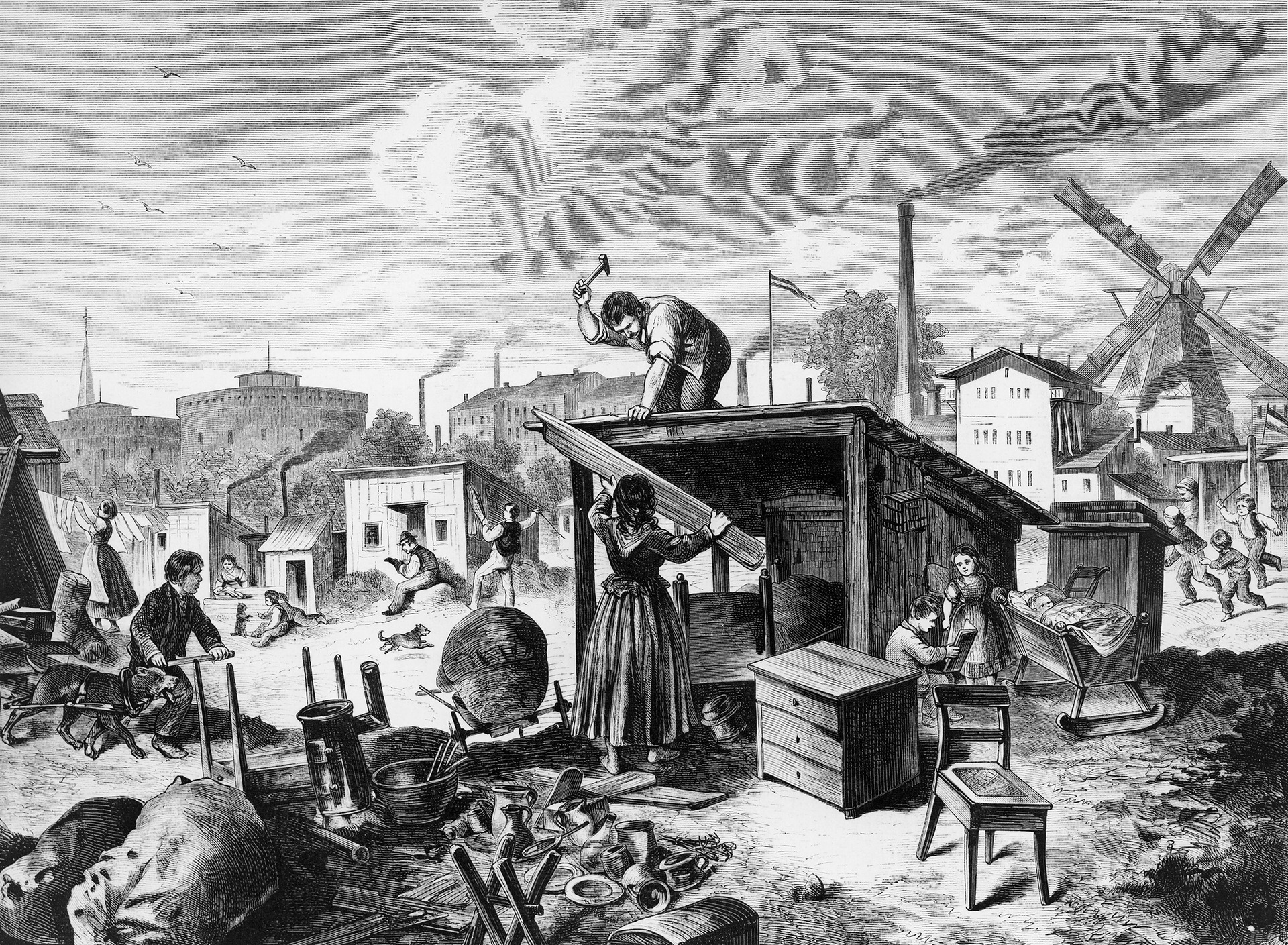
Obdachlosenbaracken in Berlin 1872, Holzstich nach einer Zeichnung von Georg Koch

Mieter und ihre Wohnungseinrichtung landeten Ende des 19. Jahrhunderts in Berlin recht häufig auf den Straßen. Hierfür gab es mehrere Gründe. So nahm während der 1870er Jahre die Einwohnerzahl Berlins im Jahr durchschnittlich um 40.000 Menschen zu. Insbesondere aus ländlichen Gebieten in den östlichen Provinzen Preußens zog es Menschen nach Berlin. Die große Mehrzahl hoffte, in einer der dortigen Fabriken Beschäftigung zu finden. Mit dem dynamischen Bevölkerungswachstum konnte die Infrastruktur jedoch nicht mithalten. Auch die sich in der Gründerzeit verschärfende Wohnungsspekulation führte dazu, dass die Mieten drastisch stiegen und gleichzeitig neue Wohnungen in nicht ausreichender Zahl gebaut wurden. Der Historiker David Clay Large schätzt, dass sich die Mietpreise in Berlin verglichen mit der Situation 1869 in den Gründerjahren im Schnitt verdreifachten.
Infolge unzureichender Wohnungsvorschriften existierten vor allem mehrgeschossige Mietshäuser mit einem oder mehreren Innenhöfen in dichter Bebauung, die berüchtigten Mietskasernen. Ihre Bewohner hatten, wie der Historiker Axel Weipert einschätzt, unter „wenig Licht, schlechten sanitären Anlagen und vor allem eine[r] hoffnungslose[n] Überbelegung“ zu leiden. Die Mietverträge waren wiederholt so formuliert, dass sie es den Hauseigentümern erleichterten, Mieter aus ihren Wohnungen auszuquartieren, oft noch vor dem eigentlichen Vertragsende. So war es häufig untersagt, Untermieter aufzunehmen oder Haustiere zu halten. Mietvereinbarungen wurden in der Regel nur für einige Monate abgeschlossen. Danach konnte der Vermieter die Mieten deutlich erhöhen. Die meisten der Verträge endeten am 1. April oder 1. Oktober. In dieser Zeit waren die Berliner Straßen voller Wohnungssuchender, die mit ihren Habseligkeiten auf Karren oder Wagen durch die Stadt zogen.
Die Blumenstraßenkrawalle fielen zeitlich mit Obdachlosigkeitsunruhen zusammen. Einwohner Berlins, die keine Miete zahlen konnten, hatten bislang zumindest eine Bleibe in Notunterkünften gefunden. Diese öffentlich oder privat finanzierten Einrichtungen waren ab 1872 jedoch so stark belegt, dass keine neuen Aufnahmen mehr möglich waren. Viele Berliner mieteten daraufhin als sogenannte Schlafgänger gegen ein geringes Entgelt ein Bett nur für einige Stunden. Für größere Familien war dieses Untermieterdasein jedoch keine Lösung. Sie wohnten daher in Rohbauten, unter Brücken oder errichteten für sich provisorische Holzbaracken am Rande der Stadt. Diese illegalen Siedlungen wurden immer wieder von der Polizei und Feuerwehr geräumt und abgerissen, insbesondere im Bereich des Kottbusser, des Frankfurter und des Landsberger Tors. Da die Berliner Kommune, abgesehen von dem unpopulären Arbeitshaus am Alexanderplatz, keine weiteren Notunterkünfte besaß, entschieden sich viele Obdachlose für die Barackenquartiere. Eine weitere Alternative war das sogenannte Trockenwohnen. Die Mieter bezogen hierbei Neubauten, deren Wände aufgrund des verwendeten Mörtels noch feucht waren. Die Mietpreise waren dementsprechend zwar moderater, das Trockenwohnen belastete jedoch die Gesundheit und die Mieter hatten nur kurzzeitig eine bezahlbare Wohnung. Im April 1872 zählte Berlin mehr als 15.000 Obdachlose. Institutionen, die sich für die Rechte der Mieter einsetzten, entstanden erst gegen Ende der 1880er Jahre. Bis dahin waren gemeinsame Proteste der Fabrikarbeiter, Obdachlosen und Handwerksgesellen die einzige Möglichkeit, um auf soziale Missstände aufmerksam zu machen.

### Vorhergehende Proteste in Berlin
Zu einem den Blumenstraßenkrawallen ähnelnden Vorfall kam es bereits im Juni 1863 im Umfeld des Berliner Moritzplatzes. Ein Kneipenbetreiber wurde per Zwangsräumung aus seiner Wohnung und seinem Lokal an der Oranienstraße geworfen. Der Hauseigentümer hatte ihm Lärmbelästigung und den verbotenen Einbau zweier Eisenöfen vorgeworfen. Der Kneipenbetreiber machte mit einem Plakat an dem Lokal auf seine unmittelbar bevorstehende Zwangsräumung aufmerksam. Kurz darauf schlug eine Menschenmenge Fenster des Vermieterhauses ein. Es brachen mehrtägige Kämpfe mit der Berliner Polizei aus.
Vergleichbare Straßenkämpfe hatte es – wenn auch aus anderen Anlässen – in den 1860er Jahren in Berlin bereits mehrere gegeben, etwa 1861 auf dem Alexanderplatz und 1869 in Moabit. Die den Unterschichten angehörenden Akteure bewarfen dabei die Polizei von Balkonen und Fenstern aus mit Steinen, Flaschen und sonstigem auf den Straßen zu findendem Material. Hinterhöfe, Kneipen und die Flure der Häuser dienten als Operationsbasen für Angriffe.
Dass Obdachlose von Seiten der Stadtbehörden in das Städtische Arbeitshaus eingewiesen wurden, empörte am 24. September 1871 eine Volksversammlung. Sie erklärte, dass es „im Hinblick auf die gegenwärtige Wohnungsnoth in Berlin […] eine Beleidigung des Volks von Berlin [sei], wenn die Behörden sich unterstehen sollten, den unverschuldet obdachlos werdenden Arbeiterfamilien statt einer menschenwürdigen provisorischen Unterkunft das Arbeitshaus anzuweisen“. Die aus den Wohnungen gewiesenen Arbeiter nahmen Anstoß daran, auf gleiche Weise behandelt zu werden wie Bettler und fahrende Leute, die dauerhaft auf der Straße lebten.

### Vorgehen der Polizei
Die strukturelle Umorganisation und das damit verbundene härtere Vorgehen der damaligen Berliner Polizei trug wesentlich zum Verlauf der Blumenstraßenkrawalle bei: Bereits nach der Märzrevolution 1848 war sie unter ihrem Präsidenten Karl Ludwig Friedrich von Hinckeldey neu organisiert worden. Die Polizei war fortan weder dem Militär noch der Stadtverwaltung verantwortlich. Die Leitung der „Schutzmannschaft“ lag nun direkt in den Händen des Königlichen Polizeipräsidiums. In der Folge bildete sich, wie Thomas Lindenberger betont, „ein engmaschiger werdendes Netz von Polizeirevieren und Wachen“ aus. Die Polizei ging dabei auch härter mit gezogenem Säbel gegen potenzielle Störungen der Straßenruhe vor. Der Selbstanspruch, nicht länger auf Unterstützung durch das Militär angewiesen zu sein, spielte hierbei eine große Rolle. Laut Lindenberger wurden größere Unruhen in Berlin dadurch zwar seltener. Die Straße habe sich gleichzeitig aber auch „zum Schauplatz der entscheidenden sozialen Auseinandersetzungen, jenseits der alltäglichen Konfrontationen zwischen Staatsgewalt“ und den städtischen Unterschichten entwickelt.

## Verlauf

### Anlass und Beginn der Eskalation am 25. Juli

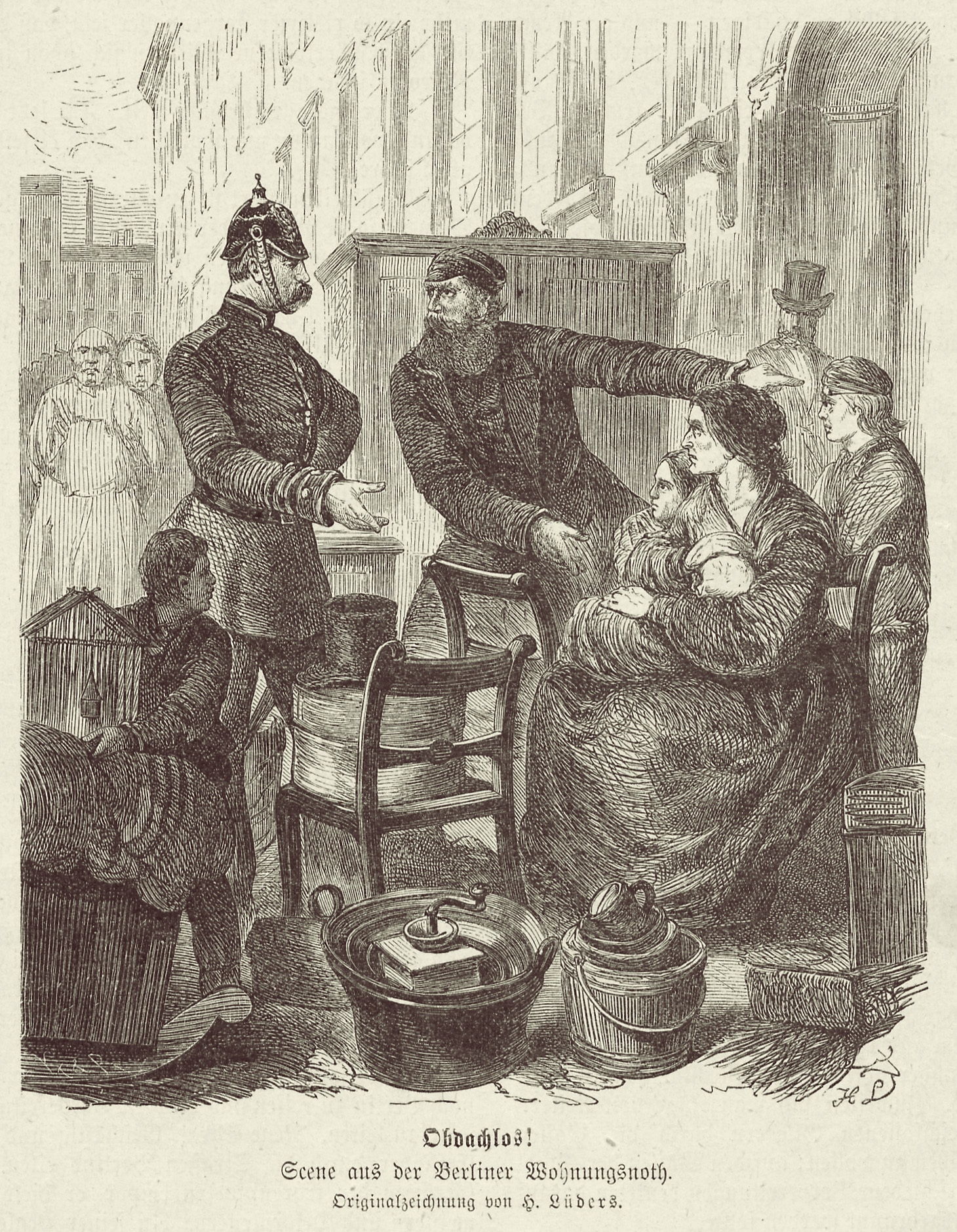
Eine obdachlos gewordene Familie, zuvor per Zwangsräumung aus einer Mietwohnung auf die Straße gesetzt, Holzstich nach einer Zeichnung von Hermann Lüders, Berlin 1872, entnommen aus: Daheim. Ein deutsches Familienblatt mit Illustrationen; Jg. 8, Nr. 4, Leipzig 1872, S. 57

Der Anlass für den Krawall war am 25. Juli 1872 die von einem Gerichtsvollzieher vollstreckte Zwangsräumung eines Tischlers oder Schuhmachers – die zeitgenössischen Berichte widersprechen sich bezüglich des Berufes. Sicher ist, dass er Ferdinand Hartstock hieß und mitsamt Mobiliar auf der Straße landete. Er wohnte in der Blumenstraße entweder in der Nr. 51c oder in der Nr. 52c. Der Hauseigentümer behauptete, dass Hartstock mit der Miete im Rückstand sei, was dieser jedoch bestritt. Der Vermieter beschuldigte Hartstock zusätzlich, mietvertragswidrig Untermieter bei sich untergebracht zu haben, was Weipert für einen Vorwand hält. Immerhin habe der Hauseigentümer an diesem Vorgehen bisher keinen Anstoß genommen. Es sei somit denkbar, dass er die Wohnung teurer vermieten wollte. Hartstocks Situation erregte zunehmend örtliche Aufmerksamkeit, da er sich lautstark über den Hauseigentümer beschwerte. Außerdem standen seine Möbel weiter auf der Straße und er geriet mit einem Kutscher wegen der veranschlagten Abtransportkosten in Streit. Als schließlich die Feuerwehr damit beauftragt wurde, seine Habe fortzuschaffen, hatten sich bereits rund 2.000 Menschen angesammelt, vor allem die Nachbarschaft, aber auch Fabrikarbeiter. Die Menge solidarisierte sich mit Hartstock. Ein vor Ort anwesender Polizeioffizier kontaktierte daraufhin Polizeieinheiten, um die Straße zu räumen. Die Lage schien sich danach zunächst zu beruhigen. Um vier Uhr nachmittags versammelten sich jedoch aufgebrachte Bürger vor dem Haus des Vermieters und schlugen dessen Fenster ein. Die Zahl der Aufständischen stieg auf etwa 4000 Personen an. Die Polizeieinheiten waren dieser Menschenmenge nicht länger gewachsen, sodass es zu weitergehenden Ausschreitungen gegen die Schutzmänner selbst kam. Die Auseinandersetzung griff auf die benachbarten Straßen über. Betroffen waren die Koppen-, Kraut-, Palisaden- und Strausberger Straße.
Die Aufständischen rissen Pflastersteine aus den Straßen und bewarfen damit die Polizei aus Fenstern. Sie errichteten aus Rinnsteinbohlen provisorische Barrikaden und zerstörten Gaslaternen. Letzteres hatte den Zweck, der berittenen Polizei nachts die Verfolgung zu erschweren. Da die Aufständischen Bewohner des Viertels waren, konnten sie sich in Hausfluren verstecken und zurückziehen. Auch Kneipen wurden zu wichtigen Ausgangspunkten für Aktionen gegen die Polizei. Diese preschte häufiger mit Pferden in die Menge und teilte Hiebe mit der stumpfen Seite ihrer Säbel aus, was teils zu schweren Verletzungen führte. 16 Menschen konnten festgenommen werden. Die Kämpfe dauerten noch die Nacht über an und klangen erst am 26. Juli, frühmorgens um 3 Uhr, ab. Die Polizei verstärkte derweil zahlenmäßig ihre Präsenz, was von den Anwohnern als Provokation aufgefasst wurde.

### Anhalten und Ausweitung der Straßenschlachten am 26. und 27. Juli

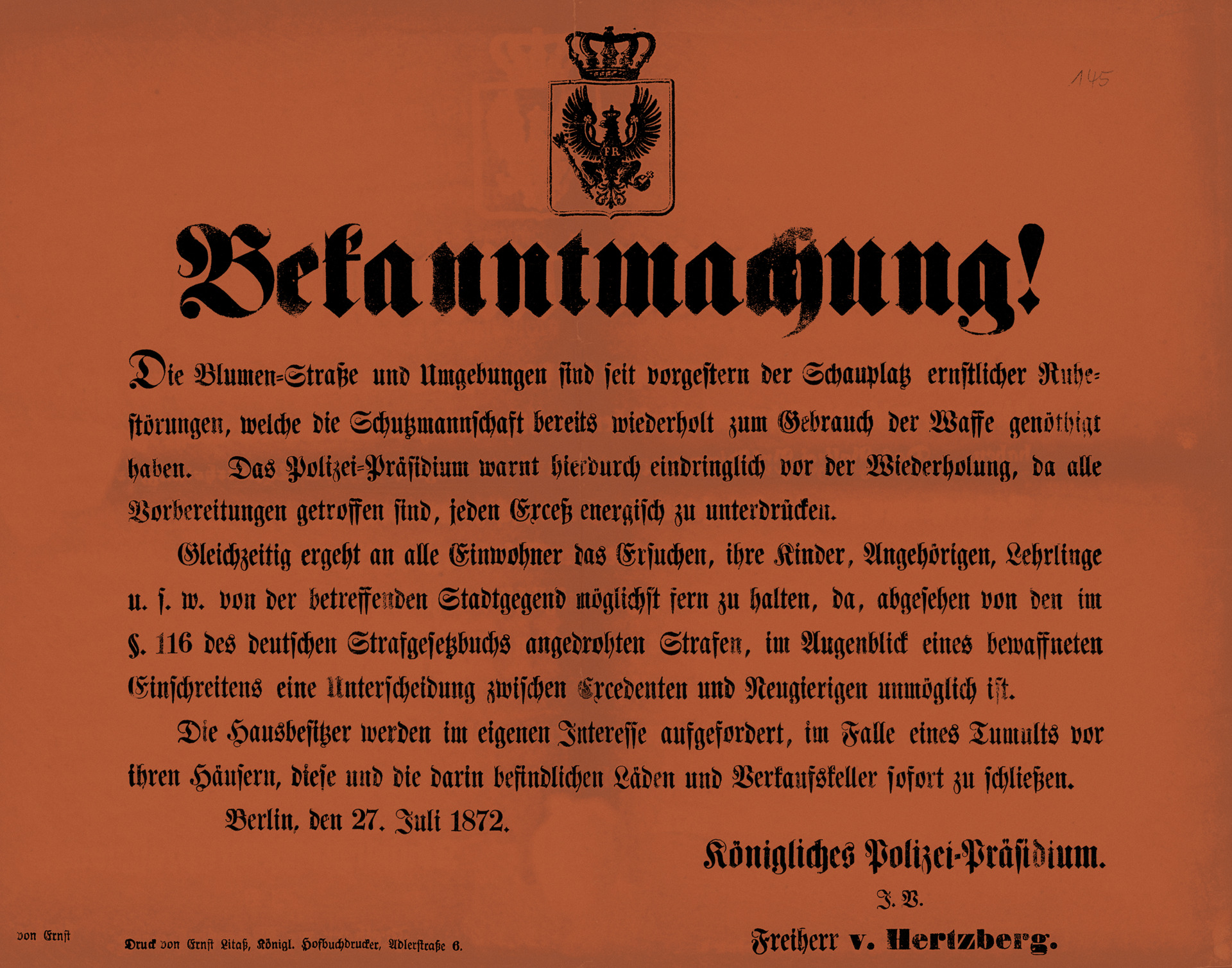
Bekanntmachungsplakat der Berliner Polizei vom 27. Juli 1872, Geheimes Staatsarchiv Preußischer Kulturbesitz

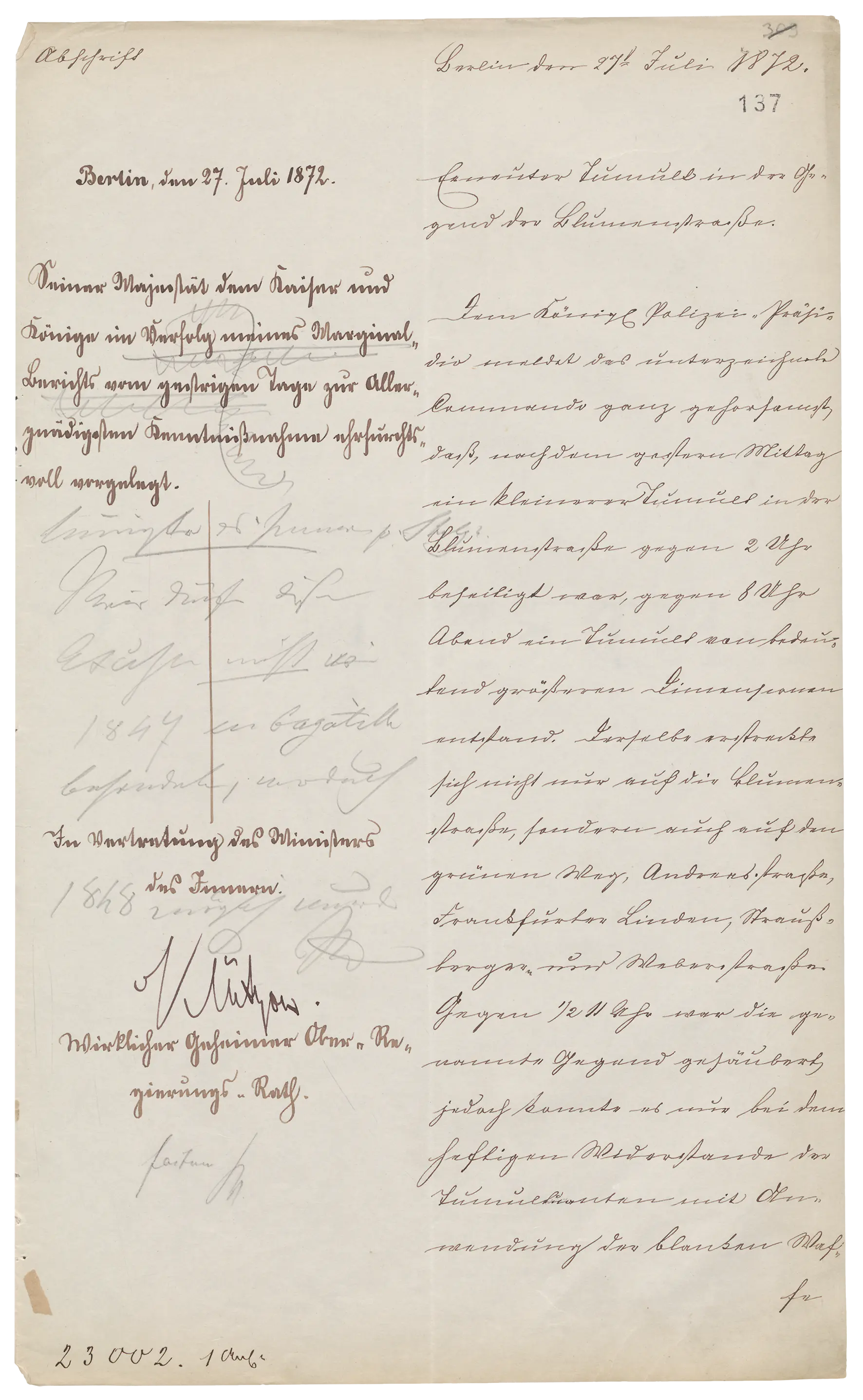
In dem Polizeibericht vom 27. Juli 1872 steht am linken Rand eine Bemerkung Kaiser Wilhelms I. Er behauptet, Parallelen der Krawalle zu der Kartoffelrevolution 1847 zu erkennen, die der Märzrevolution 1848 in Berlin vorausging: „Wir dürfen diese Excesse nicht wie 1847 en bagattèlle behandeln, wodurch 1848 möglich wurde.“

Es kam auch an den folgenden Tagen, dem 26. und 27. Juli 1872, zu Straßenschlachten zwischen Bürgern und der Polizei. An der Auseinandersetzung beteiligt waren etwa 600 Vertreter der Berliner Schutzmannschaft. Die Historikerin Adelheid von Saldern schätzt, dass insgesamt 1.000 bis 1.500 Menschen – Polizei wie Bürger – in die Straßenkämpfe involviert waren. Einer zeitgenössischen polizeilichen Schilderung nach hätten sich zwischen 4000 und 5000 Personen versammelt.
Der Konflikt verschärfte sich vor allem, als 20 Feuerwehrleute begannen, eine illegale Barackensiedlung vor dem Frankfurter Tor zu räumen und niederzureißen. Die Bewohner waren überwiegend Zugewanderte und hatten in der Stadt bisher keine Arbeit gefunden. Da sie sich keine Mietwohnung leisten konnten, hatten sie sich eigene Holzhütten gebaut. Weipert charakterisiert die Siedlung als eine Art Slum. Angesichts des im September anstehenden Drei-Kaiser-Treffens, bei dem der deutsche Kaiser Wilhelm I. den österreichischen Kaiser Franz Joseph I. und den russischen Zaren Alexander II. in Berlin empfangen wollte, sollte das Elendsquartier verschwinden. Laut Weipert hätten die aus der Siedlung Verwiesenen „die Krawalle wohl weiter angeheizt und Friedrichshain auf die Barrikaden getrieben“. Für besondere Verbitterung aufseiten der Obdachlosen sorgte, dass die Feuerwehr binnen einer Stunde die Baracken beseitigte und dabei auch ihre Habseligkeiten zerstörte. Die Bewohner der ehemaligen Barackensiedlung wurden an die kommunale Notunterkunft am Alexanderplatz verwiesen. Am Mittag des 26. Juli solidarisierten sich Färbereiarbeiter mit den militant Protestierenden. Sie wurden während ihrer Mittagspause auf die Ausschreitungen aufmerksam und ignorierten Appelle der Polizei, in die Fabriken zurückzukehren. Den Aufständischen gelang es sogar, eine Polizeiwache einzunehmen. Derweil konnten zivil getarnte Polizisten oftmals Barrikaden und Häuser einnehmen. 20 Personen wurden ergriffen. Die Polizisten wurden weiterhin von „allerlei Wurfgeschossen“ getroffen. Vor allem verletzten jedoch Steinwürfe die Polizisten. Die Kämpfe verliefen derart schwer, dass die Zeitung Der Social-Demokrat sie als „Guerilla-Krieg“ bezeichnete.
Auch am 27. Juli ereigneten sich noch Kämpfe. Die Unruhen weiteten sich durch den Rauswurf eines Mieters in der Skalitzer Straße auf Kreuzberg aus. In der Weinstraße stürmte und verwüstete eine Menge das Haus eines ihr verhassten Hauseigentümers. Die Häuser der Vermieter standen zwar mittlerweile unter Polizeischutz, die Präsenz der Polizei dort trug jedoch zu keiner Beruhigung der Situation bei. Im Gegenteil kam es zu weiteren Kampfhandlungen.
Die Polizei warnte mit Plakaten davor, sich an den Ausschreitungen zu beteiligen. Sie werde in den betroffenen Straßen nicht länger zwischen Schaulustigen und Demonstranten unterscheiden und alle Personen auf den Straßen ergreifen. Militärische Einheiten wie das Kaiser-Alexander-Regiment und das 2. Garde-Dragoner-Regiment wurden bereits zum Ausrücken bereit gemacht, kamen aber letztlich nicht mehr zum Einsatz.
Die Nachricht von den Kämpfen hatte inzwischen auch den Kaiser erreicht. Wilhelm I. hielt sich wie im Juli üblich nicht in der Hauptstadt, sondern in einem Kurort auf. Er ermahnte von Wiesbaden aus den Berliner Polizeipräsidenten dazu, den „Exzessen, falls sie fortgesetzt werden sollten, mit Ernst und Nachdruck [zu] begegnen[n]“. Er erinnerte diesbezüglich an die Situation kurz vor der Märzrevolution 1848 in Berlin. Damals hatte sich Wilhelm für ein hartes Vorgehen des Militärs gegen die Demonstrierenden ausgesprochen.

### Das Ende der Auseinandersetzungen am 28. Juli
Am 28. Juli 1872 reduzierte die Polizei ihre Präsenz und erreichte dadurch ein Abklingen der Ausschreitungen. Auf Anweisung der Polizei schlossen die Vermieter ihre Häuser ab. In der Folge konnten sich die Aufständischen nicht mehr so einfach verstecken und zurückziehen. Gernot Wittling sieht hierin einen Erfolg der Berliner Polizei, denn sie habe wie schon 1861 am Alexanderplatz oder 1863 am Moritzplatz sowie 1869 beim Moabiter Klostersturm den Aufruhr ohne Unterstützung durch die Armee beenden können.

## Reaktionen und Folgen

### Verletzungen und Gerichtsurteile
Bei den Ausschreitungen wurden aufseiten der Polizei 102 Personen verwundet, bei den Aufständischen belief sich die Zahl auf 159 Verletzte. Die tatsächliche Zahl der Verwundeten dürfte, wie Weipert vermutet, bedeutend höher ausgefallen sein als offiziell erfasst. Etwa 30 Polizisten wurden als schwer verletzt registriert. In Folge der Blumenstraßenkrawalle verhaftete die Polizei 85 Personen. Über das verhängte Höchststrafmaß herrscht in der Fachliteratur Uneinigkeit. Es betrug laut Saldern acht Jahre Zuchthaus. Ilko-Sascha Kowalczuk zufolge variierten die Haftstrafen dagegen nur zwischen mindestens fünf Monaten und bis zu viereinhalb Jahren. Vier Angeklagte wurden freigesprochen. Weipert gibt wiederum an, dass das Schwurgericht nur drei Angeklagte freisprach. Die Haft musste entweder im Zuchthaus oder Gefängnis verbüßt werden. Insgesamt wurden 33 Menschen wegen Landfriedensbruch verurteilt. Zusammengenommen belief sich ihre Haftzeit nach den Recherchen von Axel Weipert auf 77 Jahre. Der Gerichtspräsident rechtfertigte die hohen Haftstrafen mit dem angeblich politischen Potenzial des Aufruhrs: 

„Bedenken Sie, meine Herren Geschworenen, was daraus hätte entstehen können, wenn zufälliger Weise zu jener Zeit ein größerer Strike ausgebrochen wäre oder wenn einige socialistische Führer sich der Sache bemächtigt hätten.“

 Während des Gerichtsverfahrens wurde publik, dass eine Person von der Polizei als Agent Provocateur eingesetzt worden war: Um das Agieren der Polizei zu rechtfertigen, sollte er die Demonstranten zu gesetzeswidrigen Handlungen verleiten.

### Reaktionen in der Sozialdemokratie, Presse und Öffentlichkeit
Die Blumenstraßenkrawalle blieben ohne weitreichende politische Folgen. Lediglich in der Presse wurde über die Ursachen des Protests diskutiert. Der Social-Demokrat warf dabei der Polizei vor, die Krawalle mit unnötiger Härte provoziert zu haben. Andere Zeitungen schrieben über den möglichen Ausbruch von Klassenkämpfen. Die Kreuzzeitung warnte vor einem Auftakt zu einer echten Revolution der Mieter gegen ihre Hauseigentümer. Die Arbeiterparteien, die Sozialdemokratische Arbeiterpartei und der Allgemeine Deutsche Arbeiterverein, gingen allerdings auf Abstand zu den Protesten. Weipert führt dies darauf zurück, dass die Parteileitungen selbst Proteste kontrollieren wollten und Angst vor staatlicher Verfolgung hatten. Zudem seien die Arbeiterparteien in Berlin noch recht unbedeutend gewesen. Sie hatten nur wenige hundert Mitglieder und bei der Reichstagswahl 1871 kaum Stimmen erhalten. Adelheid von Saldern meint, dass die „Arbeiterorganisationen prinzipiell nicht viel“ davon hielten, Mieter zu Widerstandsaktionen anzustiften. Die Parteiführung hätte sich tendenziell allein auf den klassischen Politikbetrieb konzentrieren wollen. Die Gewerkschaften setzten sich allen voran für eine Verbesserung der Arbeits- und Produktionsbedingungen ein. Die eher für Frauen und Kinder relevanteren Wohnungsfragen standen noch weniger auf der Agenda. Von Saldern attestiert der sozialdemokratischen Presse, sie habe zwar „gute Worte für die Nöte der Quartiersbevölkerung“ gefunden. Trotzdem habe sie grundsätzlich „Elemente, die der Arbeit abhold seien und der Unordnung zuneigten“, abgelehnt. Dennoch brachten die politischen Gegner der Sozialdemokratie diese mit einer vermeintlichen langfristigen Organisation der Proteste in Verbindung. In Kreisen des Bürgertums verstärkten sich nach den Blumenstraßenkrawallen Forderungen nach einer Vergrößerung der Polizei. Diskurse über die sozialen Gefahren durch die Unterschichten in den Großstädten nahmen zu.

### Reaktionen der Polizei, des Reiches, der Berliner Stadtverwaltung und der Mieter

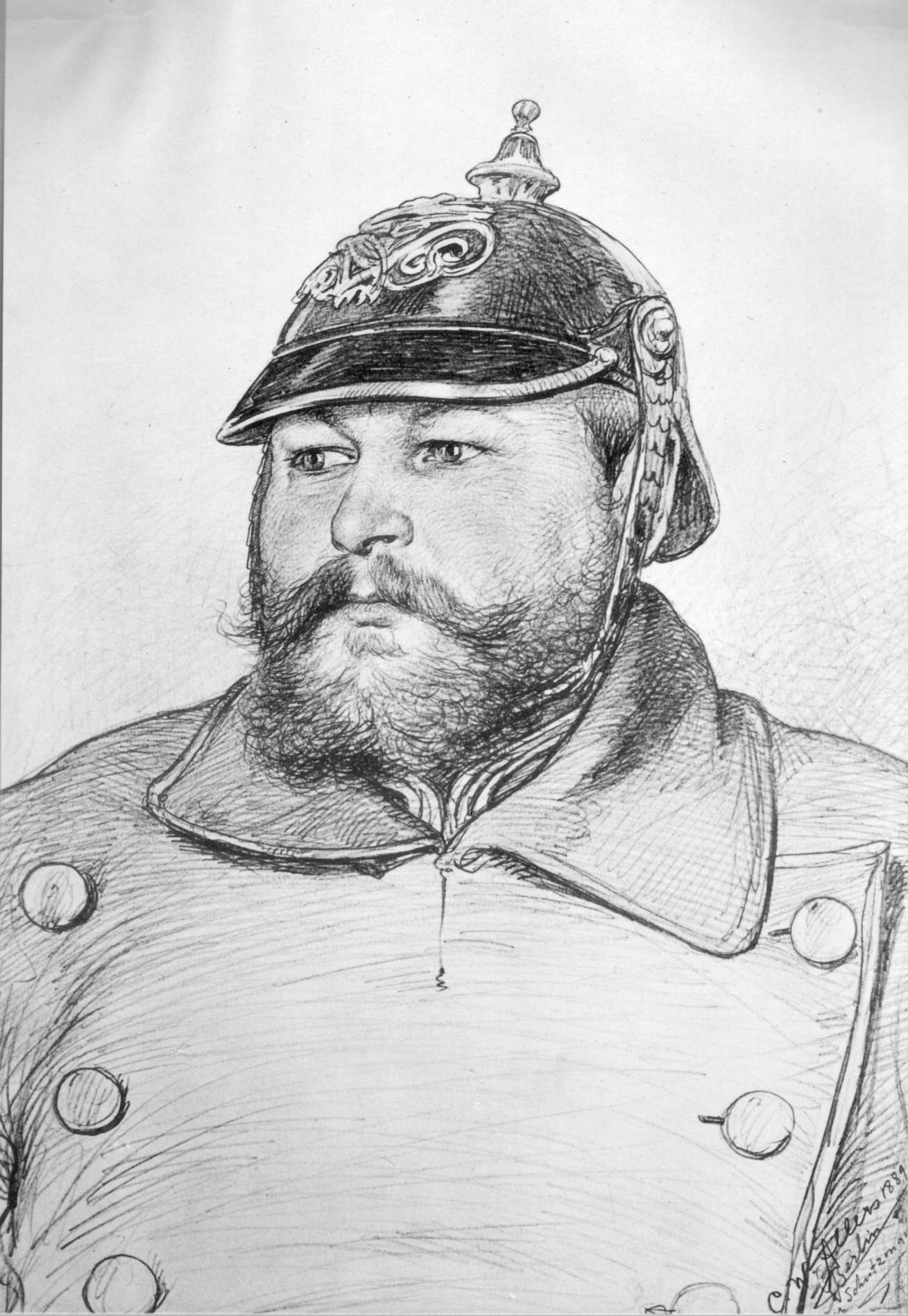
Illustration eines Berliner Schutzmannes im Jahr 1889, entnommen aus dem Buch Spreeathener, gezeichnet von Christian Wilhelm Allers

Die Polizei zog lediglich repressive Lehren aus dem zurückliegenden Krawall. Kaum einen Monat nach den Blumenstraßenkrawallen, im August 1872, wurde das Barackenviertel vor dem Landsberger Tor zwangsgeräumt, die Bewohner sollten im Arbeitshaus am Alexanderplatz unterkommen. Bei der Räumung rückte sie in der Nacht an und umzingelte die Anwohner. Auf diese Weise hatten die Bewohner keine Chance, Widerstand zu organisieren.
Die Reichsregierung griff zur Zeit der Blumenstraßenkrawalle nicht in den Wohnungsmarkt ein. Ansätze einer Mietpreisbindung wurden ebenso wie staatlich geförderter Wohnungsbau erst während des Ersten Weltkrieges erprobt. Das Motiv dieser späteren Maßnahmen war eine Hebung der Kampfmoral im Heer.
Die Stadt Berlin gründete infolge des Krawalls 1873 eine weitere Notunterkunft am Alexanderplatz. Diese sollte Alleinstehende und Familien aufnehmen. Die Einziehenden mussten sich dort jedoch polizeilich registrieren und kontrollieren lassen. Dies sollte die Bleibe für Wohnungssuchende unattraktiv machen und somit die Kommune entlasten. Quantitativ nahm daher, wie Felizitas Schaub resümiert, sogar „die Zahl der Menschen [weiter] zu, die mit ihren Habseligkeiten beladen auf der Suche nach einer günstigen Wohnung waren.“ Der Historikerin Beate Althammer zufolge entspannte sich die Situation auf den Wohnungsmärkten nach den ersten Jahren seit der Reichsgründung leicht. Sie schränkt jedoch ein, dass „neu Zugewanderte und temporär Arbeitslose […] auch in den folgenden Jahrzehnten [potenziell] von Obdachlosigkeit bedroht blieben“. Die Mieter selbst organisierten sich zunehmend in Vereinen und reagierten damit auf die sich bildenden Organisationsverbände der Vermieter und Hausbesitzer. Die lokalen Mietervereine gründeten im Jahr 1900 einen gemeinsamen Dachverband, den Deutschen Mieterbund.

## Rezeption

### Wissenschaftliche Deutungen
Die Blumenstraßenkrawalle werden in der Forschung teils als Krawall und teils als Protest angesehen. Die Urbanistik-Forscherin Lisa Vollmer ordnet sie den „Exmittierungskrawallen“ zu. Dabei handele es sich um „spontane Solidaritätsbekundigungen der Nachbarschaft“ gegen die Zwangsräumung von Mietwohnungen. Hierzu gehörte es beispielsweise, die geräumten Möbel von der Straße zurück in die Wohnung zu bringen oder die Geschäftsläden der Hauseigentümer künftig zu meiden. Der Kulturwissenschaftler Olaf Briese rechnet die Ausschreitungen „den ersten folgenreichen Sozialprotest[en] des Kaiserreichs“ zu. Seiner Ansicht nach waren Wohnungsnot und prekäre soziale Verhältnisse ursächlich. Der Historiker Ilko-Sascha Kowalczuk sieht die Blumenstraßenkrawalle dagegen „keineswegs [als] Ausdruck des Höhepunktes der sich bis 1873 weiter verschärfenden Wohnungsnot“ an. Vielmehr seien sie „nur ein Anzeichen für das Maß der allgemeinen Empörung und Verbitterung der ärmsten Bevölkerungsschichten“ gewesen. Das Bündnis von polizeilicher Staatsgewalt und Vermietern sei von den Trägern der Unruhe als nicht mehr hinnehmbare Provokation aufgefasst worden. Auch der Historiker Axel Weipert hebt hervor, dass die Wut der Anwohner sich nur kurzzeitig gegen einen Hauseigentümer wandte und dann schnell „besonders heftig gegen die Polizei, also den Staat“ richtete. Der Historiker Jürgen Scheffler macht sowohl „die Wohnungsnot der Reichsgründungsjahre“ als auch „überkommene Formen der Fürsorge für Obdachlose“ verantwortlich. Insbesondere die katastrophalen Zustände im Arbeitshaus am Alexanderplatz, einer Notunterkunft, hätten zu Unmut beigetragen, der sich unter anderem in den sozialdemokratischen Zeitungen artikulierte.
In den 1980er Jahren sah der DDR-Historiker Ingo Materna den Protest im marxistischen Sinne als Kampf „um die Verbesserung der Lage des Proletariats“ an, also einer homogenen Arbeiterklasse. Berlin sei damals „Brennpunkt“ eines zunehmenden „Klassenbewußtsein[s]“ gewesen und die Gegend um die Blumenstraße als ein „Arbeiterviertel“ zu charakterisieren. Einer solchen Einschätzung wird mittlerweile widersprochen. Laut Hanno Hochmuth war die in den heutigen Berliner Ortsteilen Friedrichshain und Kreuzberg zu verortende Gegend kein reines Arbeiterviertel gewesen. Die soziale Zusammensetzung in der Nähe des Berliner Alexanderplatzes habe die Ausschreitung von den meisten anderen Unruhen dieser Zeit unterschieden. Laut Olaf Briese standen insbesondere „verarmte Mieter, Arbeiter, Obdachlose und jugendliche Übermütige“ der Polizei gegenüber. Adelheid von Saldern hebt hervor, dass Fabriken in unmittelbarer Nähe lagen und daher auch Fabrikarbeiter während ihrer Mittagspause in die Auseinandersetzung eingreifen konnten. Dementsprechend waren tagsüber nicht nur „Frauen, Kinder und Alte“ in den Protest involviert.

### Museale Behandlung
Das FHXB Friedrichshain-Kreuzberg Museum erinnerte 2019/2020 im Rahmen der Sonderausstellung Dach über Kopf unter anderem an die Blumenstraßenkrawalle. Die Vorgänge von 1872 wurden zusammen mit den Moritzplatzkrawallen von 1863 als Beginn des Mieterprotestes in Friedrichshain und Kreuzberg dargestellt. Die Sonderausstellung behandelte darüber hinausgehend nachfolgende Mieterproteste bis in die Gegenwart.